# Ground Launched Small Diameter Bomb
La Bomba de Pequeño Diámetro Lanzada desde Tierra (en inglés: Ground Launched Small Diameter Bomb, GLSDB) es un arma desarrollada por Boeing y el Grupo Saab para permitir que la Bomba de diámetro pequeño GBU-39 (SDB) de Boeing, originalmente desarrollada para su uso en aviones, pueda ser lanzada desde tierra desde una variedad de lanzadores y configuraciones. Combina la SDB con el cohete M26, lo que permite lanzarla desde sistemas de misiles terrestres como el M270 Multiple Launch Rocket System y el M142 HIMARS. También puede dispararse desde su propio contenedor de lanzamiento, lo que permite dispararla desde el mar.

## Diseño
Boeing, en colaboración con Saab, desarrolló un "adaptador interetapas" para conectar el SDB a un cohete M26. También aportaron su experiencia dos empresas noruegas, Nammo (cohete propulsor) y Nordic Shelter (lanzadores). La ventaja del M26 es que hay abundantes existencias de estos cohetes. La producción de estos cohetes cesó en 2001, cuando se habían fabricado 506.718 cohetes. En 2004 quedaban 439.194 en el inventario total. En 2007, el Ejército estaba pagando para destruirlos. La munición original que portaba el M26 no cumplía los términos de la Convención sobre Municiones de Racimo (no firmada por Estados Unidos). Aunque el GLSDB puede lanzarse desde el M270 MLRS o M142 HIMARS, también viene con su propio lanzador, que se asemeja a un anodino contenedor de transporte de 6,1 m (20 pies), lo que facilita la creación de señuelos y dificulta la localización y los objetivos por parte del enemigo. Después de que el motor del cohete la lance a una altitud y velocidad suficientes, el SDB se separa del cohete y las alas se despliegan, permitiendo que la bomba planee hasta su objetivo. El GLSDB lleva una ojiva más pequeña, con aproximadamente un tercio menos de explosivos que la que se suministra con el GMLRS existente, dependiendo del tipo (16 kg (35 lb) frente a 23 kg (51 lb).
La empresa creía que podía llenar un vacío para los fuegos de precisión de largo alcance y, al mismo tiempo, utilizar su ojiva más pequeña para reservar municiones de cohetes más grandes para objetivos estratégicos. Mientras que los cohetes típicos de los sistemas de lanzamiento múltiple de cohetes (MLRS) siguen una trayectoria balística, el SDB lanzado por cohete puede lanzarse a altitud y planear en una trayectoria seleccionada. Pueden lanzarse doce cohetes M26 a la vez desde MLRS, seis a la vez desde HIMARS.
Boeing y Saab Group realizaron con éxito tres pruebas del GLSDB en febrero de 2015. A diferencia de las armas de artillería tradicionales, el GLSDB ofrece una cobertura de 360 grados para ángulos de ataque altos y bajos, volando alrededor del terreno para alcanzar objetivos en la parte posterior de las montañas, o dando la vuelta para alcanzar un objetivo detrás del vehículo de lanzamiento. El GLSDB tiene un alcance de 150 km o puede alcanzar objetivos situados a 70 km por detrás del vehículo de lanzamiento.  Según Saab, su precisión es de un metro. El arma puede configurarse para detonar por encima del suelo o con un retardo para una penetración profunda, y es resistente a las interferencias de guerra electrónica, que Rusia ha utilizado ampliamente en el este de Ucrania desde marzo de 2014.
En una demostración de 2017, la GLSDB se enfrentó a un objetivo en movimiento a una distancia de 100 km. El SDB y el motor del cohete se separaron en altitud y la bomba utilizó un buscador láser semiactivo (SAL) para rastrear y atacar el objetivo. Una prueba de 2019 amplió este alcance a 130 km (81 mi) contra un objetivo en el mar. El SDB guiado por láser se había probado anteriormente con éxito utilizando objetivos que se desplazaban a 80 km/h.
El coste no se ha revelado; sin embargo, el SDB utilizado en el GLSDB tiene un coste para el ejército estadounidense de unos 40.000 dólares, y el cohete M26 que lo acompaña procede de un inventario obsoleto. Se desconoce la cantidad que se asignará a cada GLSDB del coste del "adaptador entre etapas", el coste de desarrollo de un lanzador-contenedor, y los demás costes de desarrollo y producción de GLSDB de Boeing y Saab. A efectos comparativos, el coste de un solo misil M31 se estima en 500.000 dólares, aunque éste puede ser el "precio de exportación", siempre superior a la cantidad cobrada al Ejército de EE. UU. Según el presupuesto del Army, pagará unos 168.000 dólares por cada GMLRS en 2023. El GLSDB se ofrece a Ucrania como alternativa de larga distancia a los misiles ATACMS de 300 km (190 mi), que tienen un precio por unidad estimado en bastante más de 1 millón de dólares. La otra alternativa de larga distancia son los misiles Storm Shadow de 250 km (160 mi) cada uno de los cuales se estima que cuesta alrededor de 2 millones de libras (2,5 millones de dólares, año fiscal 2023). El Reino Unido ha acordado suministrarlos a Ucrania. El objetivo del desarrollo de estas armas era ofrecer a los países más pobres la capacidad de ataque de unas fuerzas aéreas más caras y avanzadas. Jim Leary, director de ventas globales de Boeing, dijo a los periodistas en 2019: "Realmente encaja en un conjunto de clientes más amplio porque estamos tomando una capacidad existente, maximizándola y creando una oportunidad [para los países] que no tienen la capacidad de tener una fuerza aérea robusta".

## Historial operativo
El 3 de febrero de 2023, el gobierno de los Estados Unidos anunció un paquete de ayuda para Ucrania como parte de la asistencia durante la invasión rusa de Ucrania de 2022 que incluiría el GLSDB, que puede lanzarse desde lanzadores HIMARS o MLRS existentes operados por Ucrania (o desde su propio lanzador) para alcanzar objetivos rusos que se habían desplazado fuera del alcance del GMLRS. El GLSDB casi duplica el alcance que Ucrania podía alcanzar anteriormente con estos lanzadores (150 km (93 mi) frente a 85 km (53 mi) con GMLRS.  Esto "pondrá al alcance todas las líneas de suministro de Rusia en el este de [Ucrania], así como parte de la Crimea ocupada por Rusia", según Reuters.
Según Saab, el planeador será más difícil de interceptar, ya que puede programarse para acercarse a un objetivo desde cualquier dirección y desde diversos ángulos. A diferencia de la artillería convencional, que sigue una trayectoria predecible desde el lanzamiento hasta su destino, las alas y la capacidad de navegación del GLSDB le permiten sortear obstáculos y defensas antiaéreas, incluso acercándose desde la retaguardia del objetivo. Además, al ser un planeador, el GLSDB apenas emite señales infrarrojas, lo que lo convierte en un blanco poco propicio para misiles teledirigidos como los MANPADS. Esta será la primera vez que el arma se exporte y se utilice en combate. Cuando se anunció originalmente, se estimó que podría llevar hasta nueve meses desarrollar una versión lanzada desde tierra, pero Boeing anunció que podría entregarse en la primavera de 2023.
El 30 de marzo, los medios de comunicación taiwaneses informaron de que Taiwán había aplazado la compra del GLSDB para poder enviarlo a Ucrania. Esto se hizo a petición de Estados Unidos. El arma no ha entrado en la "fase inicial de producción en masa" hasta 2023. La parte más estrecha del estrecho de Taiwán tiene una anchura de 130 km (81 mi; 70 nmi), dentro del alcance del GLSDB y dificultando al Ejército Popular de Liberación chino el montaje de una fuerza anfibia para invadir Taiwán.
El 22 de junio, Laura Cooper declaró ante el Congreso norteamericano que, debido a los retrasos causados por problemas de desarrollo y producción, Ucrania recibiría los misiles GLSDB "no antes del otoño".
El 14 de octubre de 2023, Boeing afirmó que los GLSDB se entregarían a Ucrania en invierno. El 30 de noviembre, se informó de que la entrega se había pospuesto hasta principios de 2024. El 30 de enero de 2024, Politico informó de que los misiles podrían desplegarse tan pronto como al día siguiente.

## Operadores

### Operadores futuros
- Ucrania
  - Fuerzas Terrestres de Ucrania

### Potenciales operadores
- República de China (Taiwán)
  - Ejército de la República de China[44]